# Стів Стіверс
Стівен Ернст «Стів» Стіверс (англ. Steven Ernst «Steve» Stivers; нар. 24 березня 1965, Ріплі, Огайо) — американський політик-республіканець, член Палати представників США з 2011 р.
У 1989 р. він здобув ступінь бакалавра мистецтв в Університеті штату Огайо, у 1996 р. також здобув ступінь магістра ділового адміністрування. Після навчання він працював у приватному секторі.
З 1985  р. він брав активну участь у Національній гвардії Огайо, має звання полковника. У 2004 р. він був призваний на дійсну службу, служив в Іраку, Кувейті, Катарі та Джибуті командиром батальйону до грудня 2005 р. Стіверс був нагороджений Бронзовою Зіркою.
З 2003 по 2008 р. він був членом Сенату штату Огайо.
Разом зі своєю дружиною Карен і дочкою Сарою він живе у Колумбусі. Методист.